# Artibeus
Artibeus és un gènere de ratpenats que consta de 3 subgèneres i 18 espècies, totes elles pròpies de Centreamèrica i de Sud-amèrica.

## Taxonomia
- Incertae sedis
  - A. anthonyi †
- Subgènere Artibeus
  - Ratpenat frugívor de Handley (A. amplus)
  - Ratpenat frugívor franjat (A. fimbriatus)
  - Ratpenat frugívor equatorià (A. fraterculus)
  - Ratpenat frugívor hirsut (A. hirsutus)
  - Ratpenat frugívor centreamericà (A. inopinatus)
  - Ratpenat frugívor jamaicà (A. jamaicensis)
  - Ratpenat frugívor sud-americà gros (A. lituratus)
  - Ratpenat frugívor fuliginós (A. obscurus)
- Subgènere Koopmania
  - Ratpenat frugívor concolor (A. concolor)